# Petronio Franceschini
Pour les articles homonymes, voir Franceschini.
Petronio Francheschini (né à Bologne vers 1651 et mort à Venise vers 1680) est un compositeur italien.

## Biographie
Petronio Franceschini fut non seulement compositeur, mais également violoncelliste à la basilique San Petronio de Bologne en mars 1675 et octobre 1680. Il étudia avec Lorenzo Perti à Bologne puis à Rome avec Giuseppe Corsi dit Celani. Il fut l’un des premiers membres de l’Académie philharmonique de Bologne et fut appelé à Venise par Vincenzo Grimani à composer pour le théâtre de San Giovanni e San Paolo. C’est à Venise qu’il mourut sans avoir terminé le premier acte de son opéra La virtu trionfante del vitio (livret de M. Noris), l’œuvre fut achevée par G.D. Partenio. Petronio Franceschini composa dans les domaines sacré et profane mais la majeure partie de son œuvre est consacrée au drame lyrique. Six opéras de ce compositeur sont connus dont certaines partitions ont été perdues.